# Cutine

Une voie de synthèse de la cutine et de la lignine.

La cutine (du latin cutis, « peau ») est un biopolymère lipidique qui recouvre tous les organes aériens des plantes terrestres. Ce polyester d'acides gras hydroxylés et de glycérol (de type C16 ou C18, à 16 ou 18 atomes de carbone) a de nombreuses fonctions pour la plante (résistances au stress, développement, conservation, transformation). Associé aux cires (mélange de différents lipides aliphatiques, esters, acides gras, etc.), il forme la cuticule.
Le dépôt de cutine, appelé cutinisation, est réalisé par les cellules épidermiques.
La cutine et la subérine sont des composés hautement hydrophobes qui entravent l'activité enzymatique des décomposeurs. Ces biopolymères sont proches l'un de l'autre par leur origine (biosynthèse qui partage des voies métaboliques communes, celle de la synthèse des acides gras et des phénylpropanoïdes (en)), leur constitution et leurs propriétés. La compréhension de leurs structures chimiques, leur biochimie et leurs fonctions soulève toujours des questions fondamentales non résolues. 

## Composition
Les cutines sont des polymères insolubles et récalcitrants chimiquement et biologiquement en raison de leur structure macromoléculaire.
La famille des cutines en C16 est principalement représentée par le 16-hydroxypalmitate et les 9,16 ou 10,16-dihydroxypalmitates. Celle des cutines en C18 est principalement représentée par le 18-hydroxyoléate, le 9,10 époxy-18-hydroxystéarate, et le 9,10,18-trihydroxystéarate. La composition ou le ratio entre les C16 et les C18 de la cutine varient suivant les espèces considérées, l’organe ou le stade de développement.
La cutine peut être colorée par les colorants des lipides comme le rouge Soudan.

## Rôle biologique
La nature lipidique de la cutine lui confère des propriétés hydrophobes, prévenant ainsi autant les pertes d'eau que les entrées incontrôlées, celles-ci étant alors régulées au niveau des stomates.
Les champignons phytopathogènes excrètent des cutinases, des enzymes capables de dégrader la cutine, qui les aident à pénétrer la cuticule des plantes hôtes.

## Applications
Le développement de nouvelles technologies et d'outils de valorisation de coproduits agricoles et de traitement des agro-déchets donne lieu à des programmes de recherche allant jusqu'à l'industrialisation de procédés biotechnologiques. La cutine issue de la transformation de sous-produits de fruits comme la tomate, constitue une matière pour fabriquer des bioplastiques, notamment des laques recouvrant l'intérieur des boîtes de conserve. Des biopolyester bio-inspirés servent de barrière à l'eau et à la vapeur d'eau dans des emballages,.

## Galerie
|                                                    |
| Vue d'ensemble d'une feuille avec sa cutinisation. |

|                                        |
| Les différentes couches de la cuticule |